# Červeň Allura AC
Červeň Allura AC je azobarvivo používané v potravinářství, kde se označuje kódem E 129.
Často se používá jako disodná, didraselná nebo vápenatá sůl, jelikož jsou soli lépe rozpustné ve vodě. Ve vodném roztoku má největší absorbanci při vlnové délce kolem 504 nm.

## Použití jako potravinářské barvivo
Červeň Allura AC je po celém světě často používaným potravinářským barvivem; roku 1980 jí bylo vyrobeno více než 2 300 tun.
V Evropské unii je toto barvivo povoleno, ovšem zákony jednotlivých zemí, které jej zakazovaly, mohly zůstat zachovány. Ve Spojených státech amerických Úřad pro kontrolu potravin a léčiv zakazuje její použití v kosmetice, léčivech a potravinách.

## Bezpečnost
Červeň Allura AC byla mnohokrát studována kvůli možnému ovlivnění bezpečnosti potravin, ovšem stále se běžně používá.
Ve Spojeném království bylo otestováno šest potravinářských barviv (tartrazin, červeň Allura AC, košenilová červeň A, chinolinová žluť WS, žluť SY, azorubin) společně s benzoátem sodným (používaným jako konzervant) na dětech, které je konzumovaly v nápojích. Byla nalezena „možná spojitost mezi používáním těchto umělých barviv a benzoátového konzervantu a zvýšeným výskytem hyperaktivity u dětí“; kvůli omezením této studie nelze její výsledky vztahovat na celé obyvatelstvo, a bylo doporučeno další testování.
V roce 2015 Evropský úřad pro bezpečnost potravin oznámil, že maximální přijatelný příjem 7 mg/kg denně pravděpodobně nikde v populaci nebyl překročen.